# Szobekemhat
Szobekemhat (sbk-m-ḥ3t, „Szobek az élen”) ókori egyiptomi vezír és kincstárnok volt a XII. dinasztia idején, III. Szenuszert uralkodása alatt.
Csak dahsúri masztabasírjából ismert, melyet 1894-ben tárt fel Jacques de Morgan, III. Szenuszert piramisa közelében. A masztaba vályogtéglából épült, mészkőborítással. Külsejét reliefek díszítik, melyek csak töredékesen maradtak fenn, de Szobekemhat neve és címei fennmaradtak rajta, bár olyan rossz állapotban, hogy de Morgan eleinte nem tudta azonosítani a sír tulajdonosát. Egy áldozati asztalon kincstárnokként említik, valószínűleg ezt a hivatalt töltötte be, mielőtt vezírré nevezték ki. A masztaba egy három masztabából álló sorban található a király piramisától északra; ez épült legközelebb a piramishoz. A következő masztaba Nebit vezíré, a harmadik szintén magas rangú hivatalnoké, talán szintén vezíré; ez alapján feltételezhető, hogy Szobekemhaté a legkorábbi, és ő lehetett az első vezíre ennek az uralkodónak.

## Fordítás
- Ez a szócikk részben vagy egészben  a   Sobekemhat című angol Wikipédia-szócikk ezen változatának fordításán alapul.  Az eredeti cikk szerkesztőit annak laptörténete sorolja fel. Ez a jelzés csupán a megfogalmazás eredetét és a szerzői jogokat jelzi, nem szolgál a cikkben szereplő információk forrásmegjelöléseként.